# Kim Bass
Kim Bass (Utica, 16 de fevereiro de 1956) é um roteirista, diretor e produtor de cinema.
O trabalho de Bass na televisão inclui a criação de Sister, Sister e a escrita de In Living Color. Bass também criou a sitcom da Nickelodeon Kenan & Kel. Seus créditos no cinema incluem o filme Junkyard Dog, estrelado por Vivica A. Fox, e Kill Speed. 
Bass é um dos fundadores da produtora independente Bass Entertainment Pictures.